# Leichtathletik-Europameisterschaften 2018/Stabhochsprung der Männer

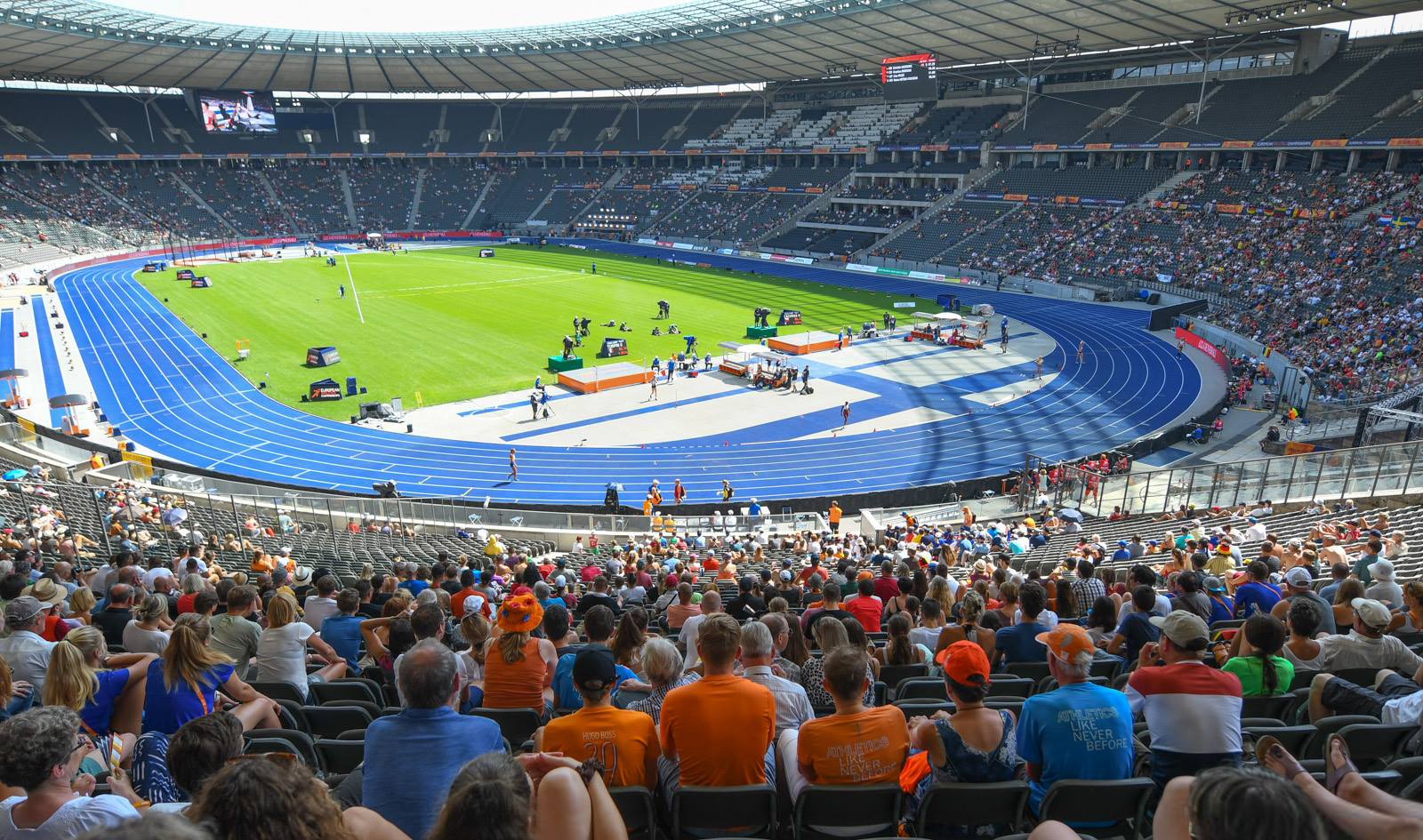
Das Berliner Olympiastadion am 9. August 2018

Der Stabhochsprung der Männer bei den Leichtathletik-Europameisterschaften 2018 fand am 10. und 12. August im Olympiastadion in der deutschen Hauptstadt Berlin statt.
Der Schwede Armand Duplantis wurde Europameister. Auf den zweiten Platz kam der unter neutraler Flagge startende Russe Timur Morgunow. Der Franzose Renaud Lavillenie gewann die Bronzemedaille.

## Rekorde

### Bestehende Rekorde
| Weltrekord           | 6,16 m | Renaud Lavillenie | Donezk, Ukraine       | 15. Februar 2014 |
| Europarekord         | 6,16 m | Renaud Lavillenie | Donezk, Ukraine       | 15. Februar 2014 |
| Meisterschaftsrekord | 6,00 m | Rodion Gataullin  | EM Helsinki, Finnland | 11. August 1994  |

### Rekordverbesserungen
Der bestehende EM-Rekord wurde zunächst zweimal egalisiert und anschließend verbessert. Darüber hinaus gab es einen neuen Landesrekord.
- Meisterschaftsrekorde:
  - 6,00 m (Egalisierung) – Armand Duplantis (Schweden), erster Versuch im Finale am 12. August
  - 6,00 m (Egalisierung) – Timur Morgunow (Neutraler Athlet), erster Versuch im Finale am 12. August
  - 6,05 m (Verbesserung) – Armand Duplantis (Schweden), erster Versuch im Finale am 12. August
- Landesrekord:
  - 5,75 m – Sondre Guttormsen (Norwegen), erster Versuch im Finale am 12. August

## Legende
Kurze Übersicht zur Bedeutung der Symbolik – so üblicherweise auch in sonstigen Veröffentlichungen verwendet:
| –     | verzichtet                     |
| o     | übersprungen                   |
| x     | ungültig                       |
| CR    | Championshiprekord             |
| NR    | Nationaler Rekord              |
| PB    | Persönliche Bestleistung       |
| SB    | Persönliche Jahresbestleistung |
| WU20R | U20-Weltrekord                 |
| e     | egalisiert                     |
| NM    | keine Höhe (no mark)           |
| ogV   | ohne gültigen Versuch          |

## Qualifikation
10. August 2018, 10:30 Uhr MESZ
Die Qualifikation wurde in zwei Gruppen durchgeführt. Die Qualifikationshöhe betrug 5,66 m. Da kein Springer, diese Höhe überhaupt erst anging, als klar war, dass 5,61 m ausreichen würden, qualifizierten sich die aus beiden Gruppen zusammengerechnet mindestens besten zwölf Athleten für das Finale (hellgrün unterlegt). Schließlich erreichten zwölf Sportler, die 5,51 m ohne jeden vorherigen Fehlversuch übersprungen hatten, den Endkampf.

## Gruppe A

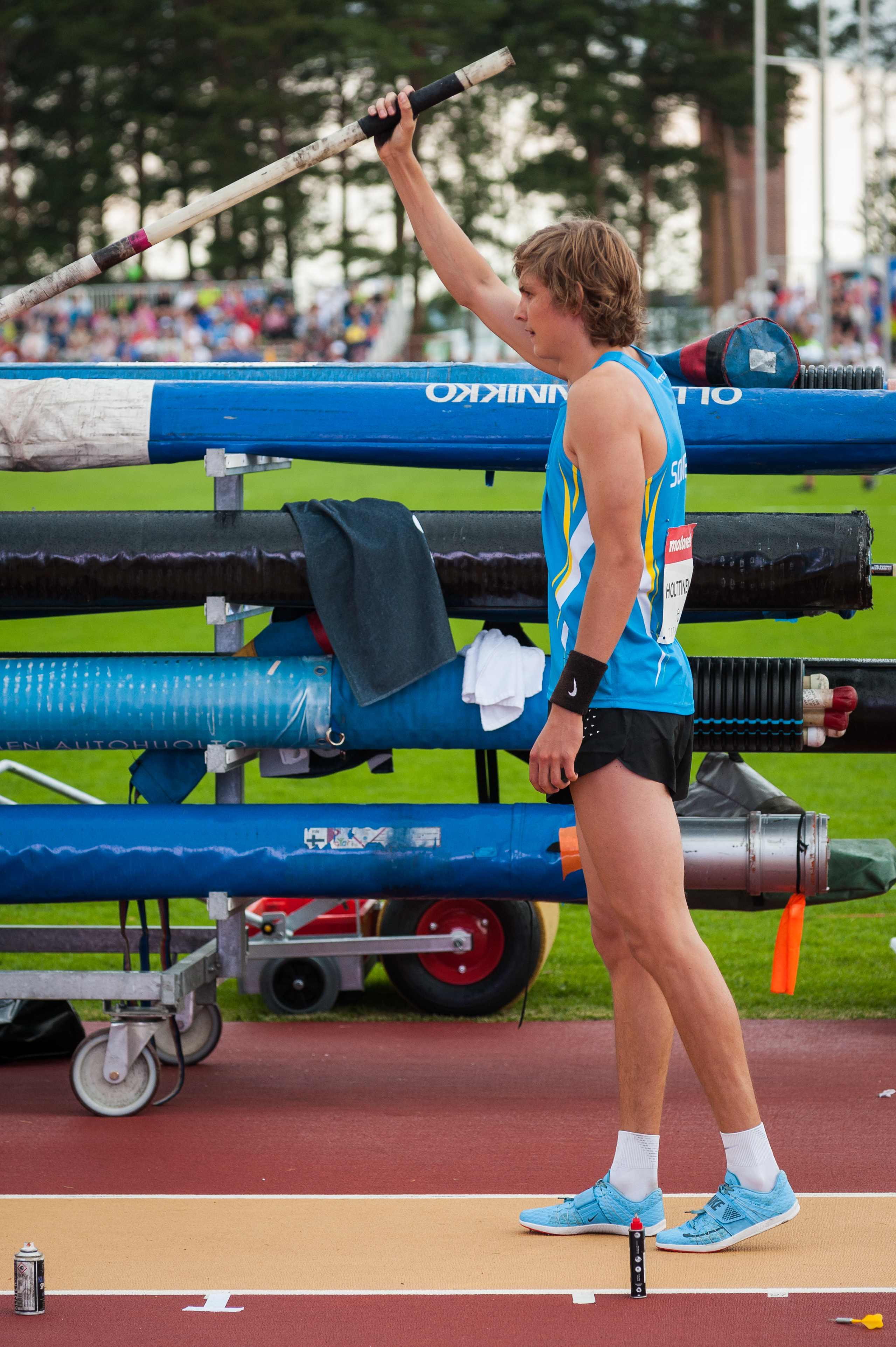
Tommi Holttinen übersprang in Qualifikationsgruppe A 5,51 m, produzierte jedoch zwei Fehlversuche, was zu seinem Ausscheiden führte
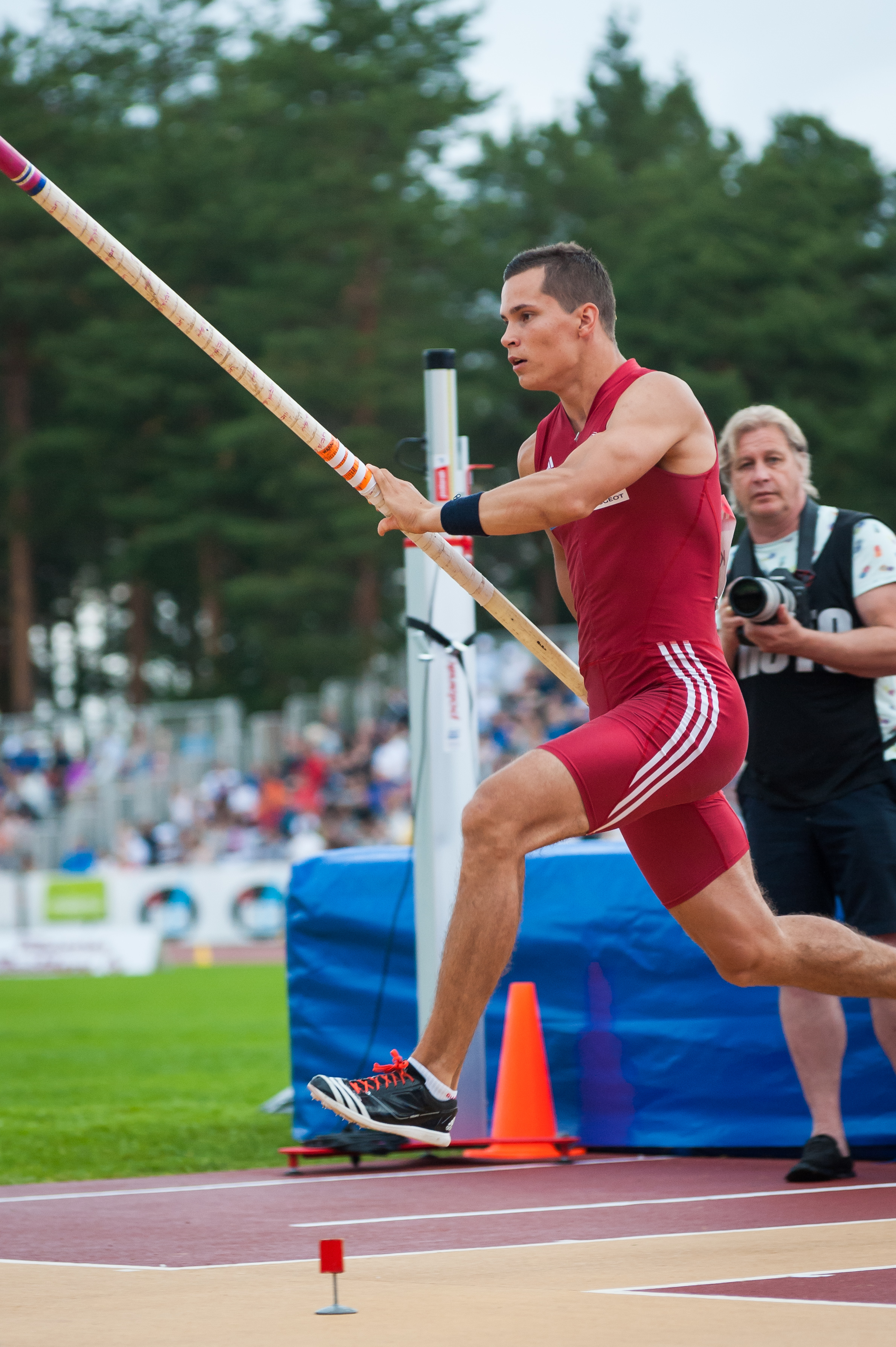
Urho Kujanpää schied als Zehnter in Qualifikationsgruppe A aus

| Platz | Athlet                  | Land                        | Versuchsserie (m) | Versuchsserie (m) | Versuchsserie (m) | Versuchsserie (m) | Höhe (m) |
| Platz | Athlet                  | Land                        | 5,16              | 5,36              | 5,51              | 5,61              | Höhe (m) |
| ----- | ----------------------- | --------------------------- | ----------------- | ----------------- | ----------------- | ----------------- | -------- |
| 01    | Axel Chapelle           | Frankreich                  | –                 | o                 | o                 | o                 | 5,61000  |
| 01    | Sondre Guttormsen       | Norwegen                    | –                 | o                 | o                 | o                 | 5,61 PB  |
| 03    | Armand Duplantis        | Schweden                    | –                 | –                 | xo                | o                 | 5,61000  |
| 03    | Konstandinos Filippidis | Griechenland                | –                 | xo                | o                 | o                 | 5,61000  |
| 05    | Timur Morgunow          | Authorised Neutral Athletes | –                 | o                 | xo                | xxo               | 5,61000  |
| 06    | Alioune Sene            | Frankreich                  | o                 | o                 | o                 | xxx               | 5,51000  |
| 07    | Tommi Holttinen         | Finnland                    | xo                | x–                | o                 | xxx               | 5,51 PB  |
| 08    | Bo Kanda Lita Baehre    | Deutschland                 | o                 | xo                | xxo               | xxx               | 5,51000  |
| 09    | Wladyslaw Malychin      | Ukraine                     | xxo               | o                 | xxo               | xxx               | 5,51000  |
| 10    | Urho Kujanpää           | Finnland                    | o                 | o                 | xxx               |                   | 5,36000  |
| 10    | Charlie Myers           | Großbritannien              | o                 | o                 | xxx               |                   | 5,36000  |
| 12    | Jan Kudlička            | Tschechien                  | –                 | xo                | xxx               |                   | 5,36000  |
| 12    | Robert Sobera           | Polen                       | –                 | xo                | xxx               |                   | 5,36000  |
| 14    | Dominik Alberto         | Schweiz                     | xo                | xxx               |                   |                   | 5,16000  |
| 15    | Rutger Koppelaar        | Niederlande                 | xxo               | xxx               |                   |                   | 5,16000  |
| NM    | Ben Broeders            | Belgien                     | xxx               |                   |                   |                   | ogV000   |
| NM    | Ilja Mudrow             | Authorised Neutral Athletes | –                 | xxx               |                   |                   | ogV000   |
| NM    | Adrián Vallés           | Spanien                     | xxx               |                   |                   |                   | ogV000   |

## Gruppe B

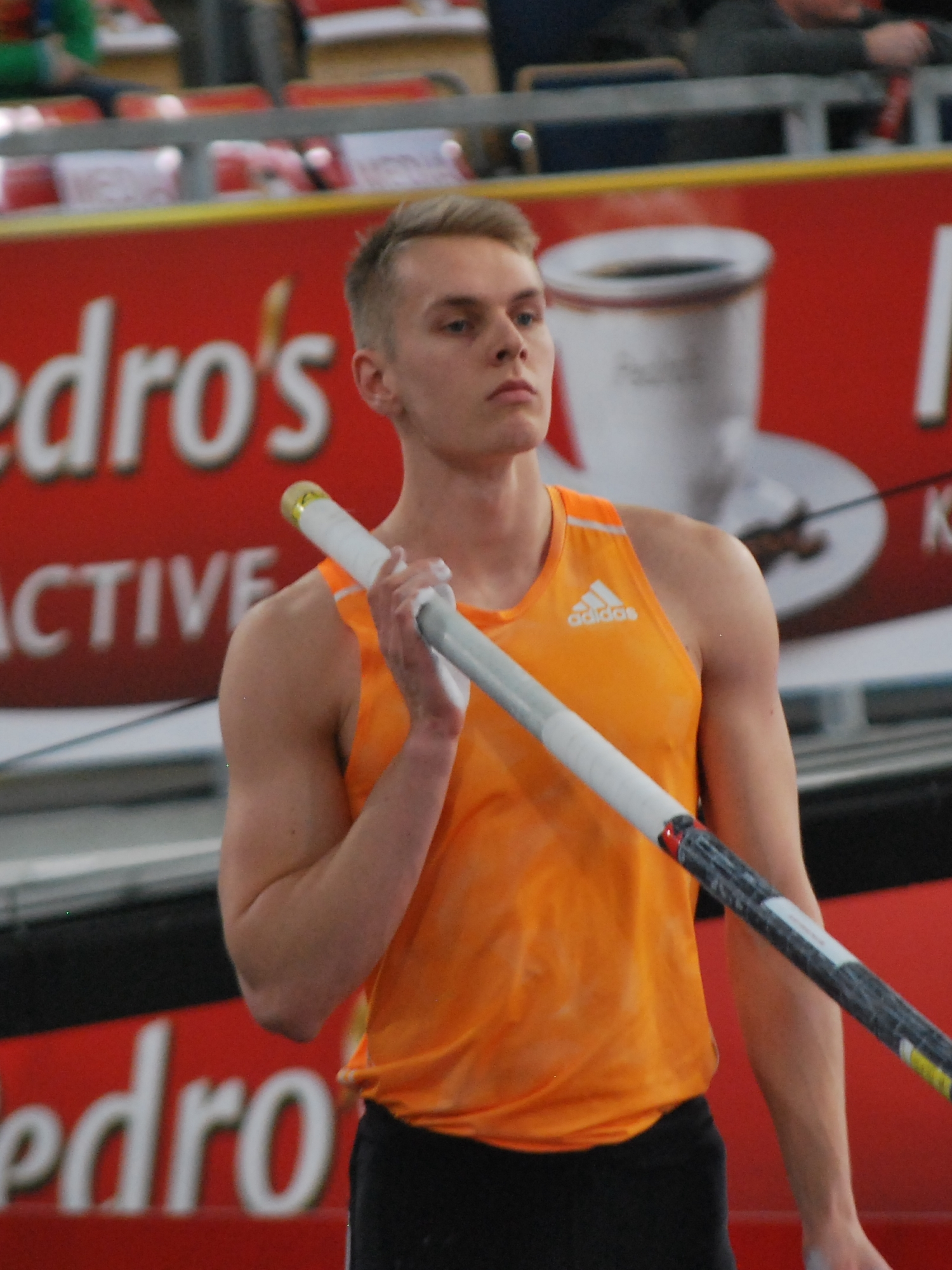
Titelverteidiger Robert Sobera hatte bei übersprungenen 5,36 m (Gruppe A) keine Chance auf die Finalteilnahme
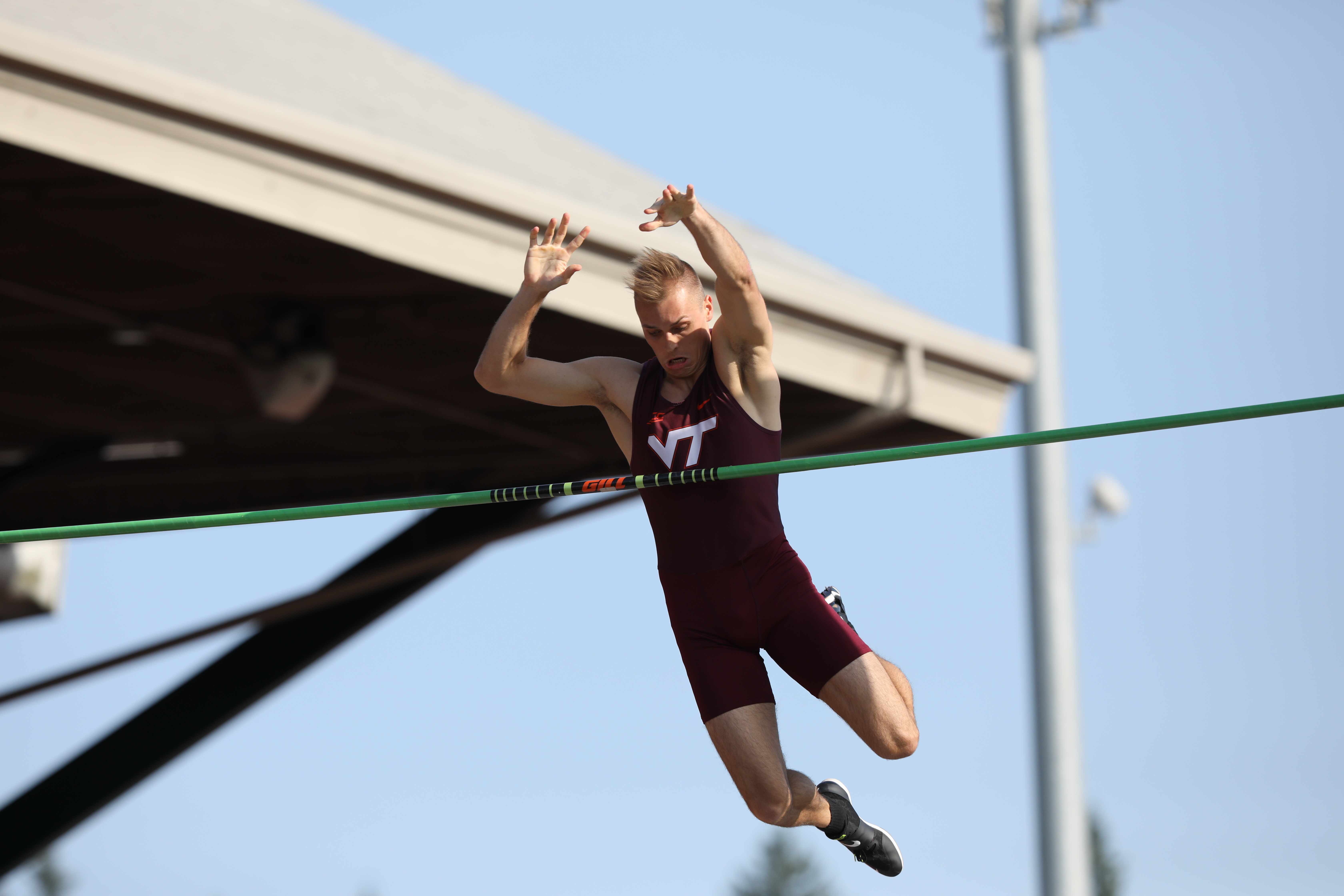
Torben Laidig scheiterte nach 5,51 m bei zwei Fehlversuchen in Qualifikationsgruppe B

| Platz | Athlet                        | Land                        | Versuchsserie (m) | Versuchsserie (m) | Versuchsserie (m) | Versuchsserie (m) | Höhe (m) |
| Platz | Athlet                        | Land                        | 5,16              | 5,36              | 5,51              | 5,61              | Höhe (m) |
| ----- | ----------------------------- | --------------------------- | ----------------- | ----------------- | ----------------- | ----------------- | -------- |
| 01    | Renaud Lavillenie             | Frankreich                  | –                 | –                 | o                 | o                 | 5,61000  |
| 01    | Piotr Lisek                   | Polen                       | –                 | o                 | o                 | o                 | 5,61000  |
| 01    | Paweł Wojciechowski           | Polen                       | –                 | o                 | o                 | o                 | 5,61000  |
| 04    | Adam Hague                    | Großbritannien              | o                 | xo                | o                 | o                 | 5,61 PB  |
| 05    | Arnaud Art                    | Belgien                     | xo                | o                 | o                 | xxo               | 5,61000  |
| 06    | Claudio Stecchi               | Italien                     | –                 | o                 | o                 | xxx               | 5,51000  |
| 07    | Torben Laidig                 | Deutschland                 | xxo               | o                 | o                 | xxx               | 5,51000  |
| 08    | Eirik Greibrokk Dolve         | Norwegen                    | o                 | o                 | xxx               |                   | 5,36000  |
| 08    | Georgi Gorochow               | Authorised Neutral Athletes | –                 | o                 | xxx               |                   | 5,36000  |
| 08    | Tomas Wecksten                | Finnland                    | o                 | o                 | xxx               |                   | 5,36000  |
| 11    | Mareks Ārents                 | Lettland                    | xo                | o                 | xxx               |                   | 5,36000  |
| 11    | Ivan Horvat                   | Kroatien                    | xo                | o                 | xxx               |                   | 5,36000  |
| 11    | Nikandros Stylianou           | Zypern                      | xo                | o                 | xxx               |                   | 5,36000  |
| 14    | Uladsislau Tschamarmasowitsch | Belarus                     | o                 | xo                | xxx               |                   | 5,36000  |
| 14    | Diogo Ferreira                | Portugal                    | o                 | xo                | xxx               |                   | 5,36000  |
| 16    | Didac Salas                   | Spanien                     | xxo               | xo                | xxx               |                   | 5,36000  |
| NM    | Raphael Holzdeppe             | Deutschland                 | –                 | –                 | xxx               |                   | ogV000   |
| NM    | Melker Svärd Jacobsson        | Schweden                    | –                 | xxx               | xxx               |                   | ogV000   |

## Finale
12. August 2018, 19:10 Uhr MESZ
| Platz | Athlet                  | Land                        | Versuchsserie (m) | Versuchsserie (m) | Versuchsserie (m) | Versuchsserie (m) | Versuchsserie (m) | Versuchsserie (m) | Versuchsserie (m) | Versuchsserie (m) | Versuchsserie (m) | Versuchsserie (m) | Höhe (m)      |
| Platz | Athlet                  | Land                        | 5,30              | 5,50              | 5,65              | 5,75              | 5,80              | 5,85              | 5,90              | 5,95              | 6,00              | 6,05              | Höhe (m)      |
| ----- | ----------------------- | --------------------------- | ----------------- | ----------------- | ----------------- | ----------------- | ----------------- | ----------------- | ----------------- | ----------------- | ----------------- | ----------------- | ------------- |
|       | Armand Duplantis        | Schweden                    | –                 | o                 | o                 | –                 | xo                | o                 | o                 | o                 | o CRe             | o CR              | 6,05 CR/WU20R |
|       | Timur Morgunow          | Authorised Neutral Athletes | –                 | o                 | o                 | o                 | –                 | o                 | o                 | x-                | o CRe             | xxx               | 6,00 PB       |
|       | Renaud Lavillenie       | Frankreich                  | –                 | –                 | o                 | –                 | xx–               | o                 | –                 | o                 | x–                | xx                | 5,95 SBe      |
| 4     | Piotr Lisek             | Polen                       | –                 | o                 | –                 | o                 | o                 | x–                | o                 | x–                | xx                |                   | 5,90 PB       |
| 5     | Paweł Wojciechowski     | Polen                       | o                 | o                 | xo                | x–                | o                 | x–                | –                 | xx                |                   |                   | 5,80          |
| 6     | Konstandinos Filippidis | Griechenland                | –                 | o                 | xo                | o                 | xxx               |                   |                   |                   |                   |                   | 5,75 SB       |
| 6     | Sondre Guttormsen       | Norwegen                    | o                 | o                 | xo                | o                 | xx–               | x                 |                   |                   |                   |                   | 5,75 NR       |
| 8     | Axel Chapelle           | Frankreich                  | –                 | o                 | o                 | xxx               |                   |                   |                   |                   |                   |                   | 5,65          |
| 9     | Arnaud Art              | Belgien                     | o                 | xo                | o                 | xxx               |                   |                   |                   |                   |                   |                   | 5,65          |
| 10    | Adam Hague              | Großbritannien              | o                 | o                 | xxo               | xxx               |                   |                   |                   |                   |                   |                   | 5,65 PB       |
| 11    | Claudio Stecchi         | Italien                     | o                 | o                 | xxx               |                   |                   |                   |                   |                   |                   |                   | 5,50          |
| 12    | Alioune Sene            | Frankreich                  | xo                | xxx               |                   |                   |                   |                   |                   |                   |                   |                   | 5,30          |

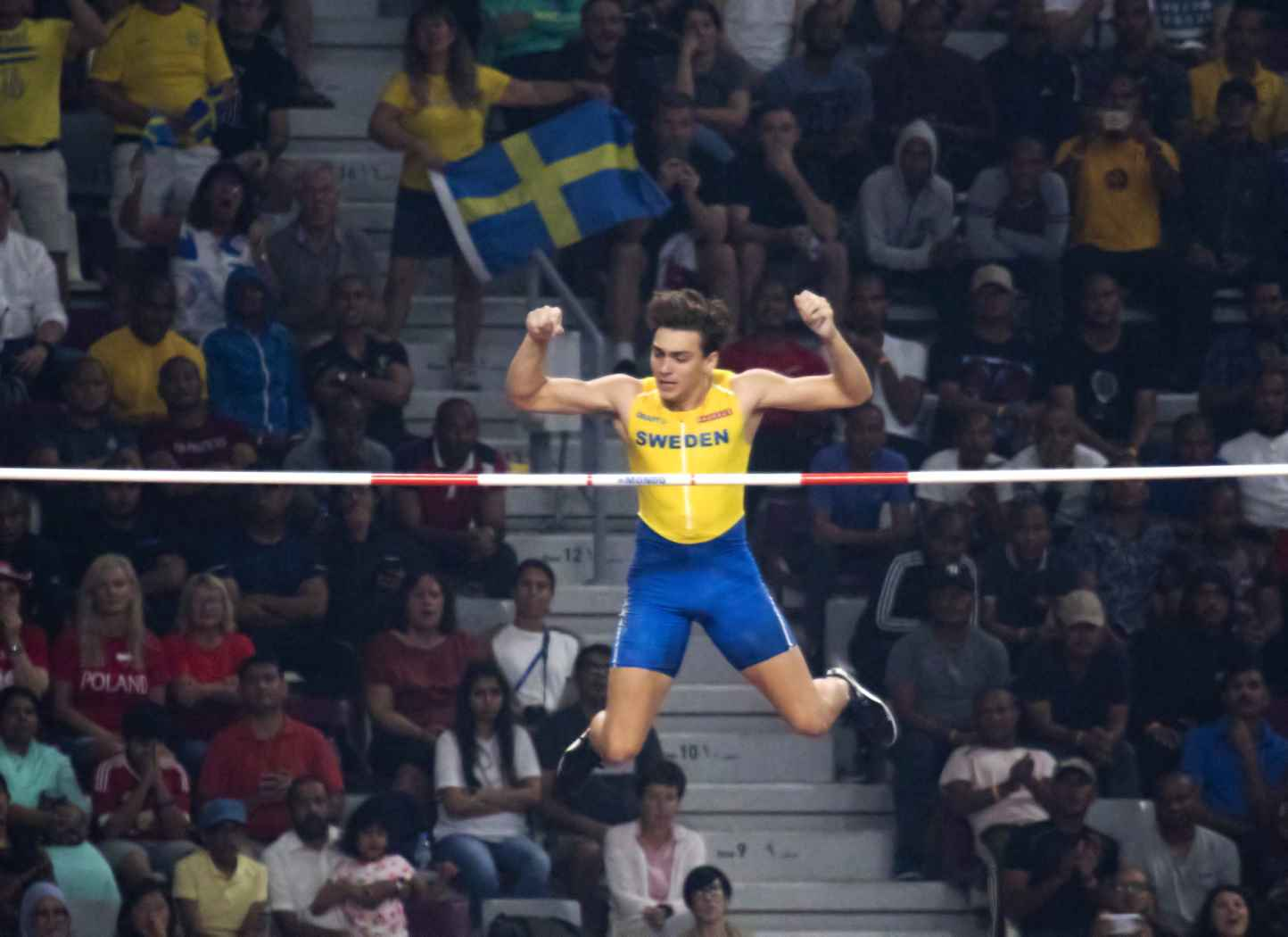
Armand Duplantis, Sieger eines
hochklassigen Stabhochsprungwettbewerbs

Wie so oft trat der französische Weltrekordler Renaud Lavillenie als Favorit an. Er war unter anderem Olympiasieger von 2012 und Europameister von 2012 / 2014, hatte aber in der Vergangenheit vor allem bei Weltmeisterschaften auch immer wieder mal Niederlagen einstecken müssen. Alle europäischen Spitzenathleten dieser Disziplin waren ebenfalls dabei, die Konkurrenz war stark. Zu den weiteren Favoriten zählten in erster Linie die beiden Polen Piotr Lisek und Paweł Wojciechowski. Lisek war Vizeweltmeister von 2017, WM-Dritter von 2015. Wojciechowski hatte bei den Weltmeisterschaften 2015 ebenfalls Platz drei belegt und war Vizeeuropameister von 2014. Auch der polnische Europameister von 2016 Robert Sobera war unter den Teilnehmern, hatte aber das Finale diesmal nicht erreicht. Genauso war es dem deutschen Weltmeister von 2013 und Vizeweltmeister von 2015 Raphael Holzdeppe ergangen.
Der Wettbewerb nahm einen hochklassigen und überraschenden Verlauf. Sieben Stabhochspringer waren noch im Wettbewerb, als die Sprunghöhe von 5,80 m aufgelegt wurde. Ohne Fehlversuch standen noch vier Athleten da: Lisek, Lavillenie, der 5,75 m ausgelassen hatte, der unter neutraler Flagge startende Timur Morgunow, der die nun anstehenden 5,80 m ausließ, und der erst 18-jährige Schwede Armand Duplantis. Der Grieche Konstandinos Filippidis hatte einen Fehlversuch zu Buche stehen, riss aber die neue Höhe dreimal und wurde am Ende Sechster. Auch der Norweger Sondre Guttormsen, der vorher mit 5,75 m neuen norwegischen Landesrekord gesprungen war, hatte erst einen Fehlversuch. Er scheiterte bei 5,80 m zweimal und hob sich den letzten Sprung für die dann folgende Höhe auf. Wojciechowski hatte bereits zwei Fehlversuche auf seinem Konto, nahm aber ebenso wie Lisek 5,80 m mit dem ersten Sprung. Nur Duplantis war bei dieser Höhe außerdem noch erfolgreich, allerdings erst mit seinem zweiten Sprung. Heikel wurde es außer für Guttormsen auch für Lavillenie, der nach zwei Fehlversuchen seinen letzten Sprung in die kommende Höhe mitnahm. Weiter ging es bei 5,85 m. Duplantis, Morgunow und auch Lavillenie waren jeweils gleich bei ihren ersten Anläufen erfolgreich. Damit lag Morgunow, der als einziger noch keinen Fehlsprung hatte, jetzt ganz vorne. Guttormsen scheiterte mit seinem letzten verbliebenen Sprung und belegte damit Rang sieben. Lisek und Wojciechowski rissen jeweils einmal und sparten ihre weiteren Sprünge jeweils für die nächste Höhen auf.
Nun wurden 5,90 m aufgelegt. Mit Morgunow, Duplantis, Lavillenie, Lisek und Wojciechowski waren immer noch fünf Athleten im Rennen. Aber die Sprungdarbietung war noch nicht zu Ende. Duplantis, Morgunow und Lisek nahmen die neue Höhe alle im jeweils ersten Anlauf. Lavillenie und Wojciechowski pokerten, sie ließen aus, sodass alle fünf Wettbewerber auch bei 5,90 m noch dabei waren. Wojciechowski hatte allerdings nur noch zwei Sprünge zur Verfügung. Mit beiden scheiterte er nun und wurde so Fünfter mit übersprungenen 5,80 m. Mit ihren ersten Sprüngen erfolgreich dagegen waren Lavillenie und Duplantis. Morgunow und Lisek rissen je einmal und hoben sich die verbleibenden Versuche auf. Vorne lag jetzt Duplantis mit nur einem Fehlsprung, Lavillenie hatte drei Fehlversuche aufs seinem Konto.
Weiter ging es bei 6,00 m, so hoch war Rodion Gataullin bei seinem Meisterschaftsrekord 1994 in Helsinki gesprungen. Lisek scheiterte mit beiden ihm verbliebenen Versuchen und belegte mit neuer persönlicher Bestleistung von 5,90 m den undankbaren vierten Platz. Duplantis und Morgunow meisterten die Höhe mit ihren jeweils ersten Sprüngen – für beide eine neue persönliche Bestleistung. Lavillenie pokerte nach einem Fehlversuch wieder und hob sich die verbleibenden Sprünge auf.
Bei den nun aufgelegten 6,05 m fiel dann die Entscheidung. Renaud Lavillenie riss mit beiden ihm noch verbliebenen Sprüngen und hatte damit Bronze gewonnen. 5,95 m hatte der Franzose dafür springen müssen. Auch für Timur Morgunow war der Wettbewerb nach drei Fehlversuchen nun zu Ende. Er war der Silbermedaillengewinner mit genau 6,00 m. Doch Armand Duplantis war auch bei der neuen Sprunghöhe erfolgreich. Gleich mit seinem ersten Sprung meisterte er die Höhe, hatte damit einen neuen Meisterschaftsrekord und einen neuen U20-Weltrekord aufgestellt. Außerdem war er neuer Europameister,

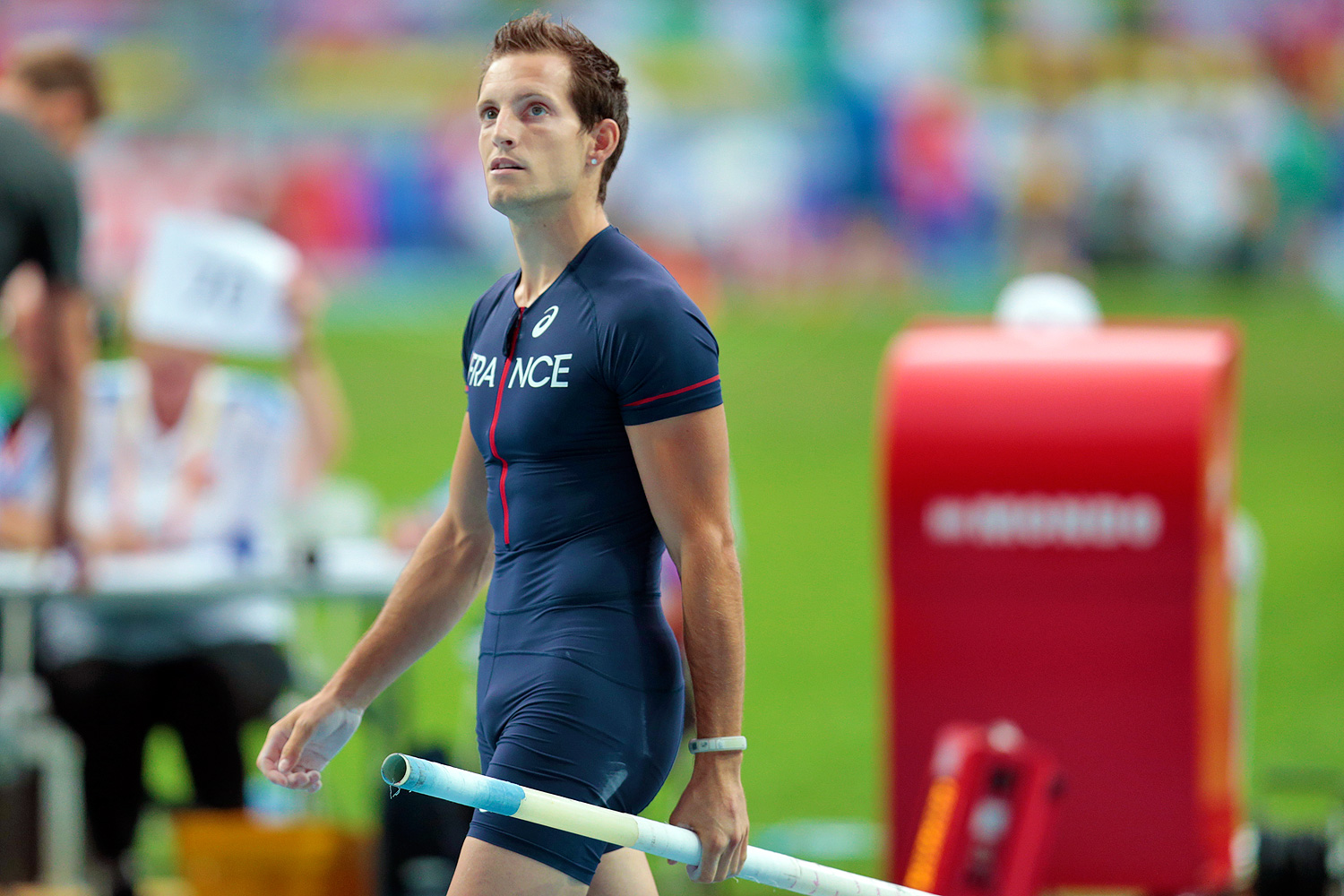
Zufrieden mit Bronze: Favorit Renaud Lavillenie
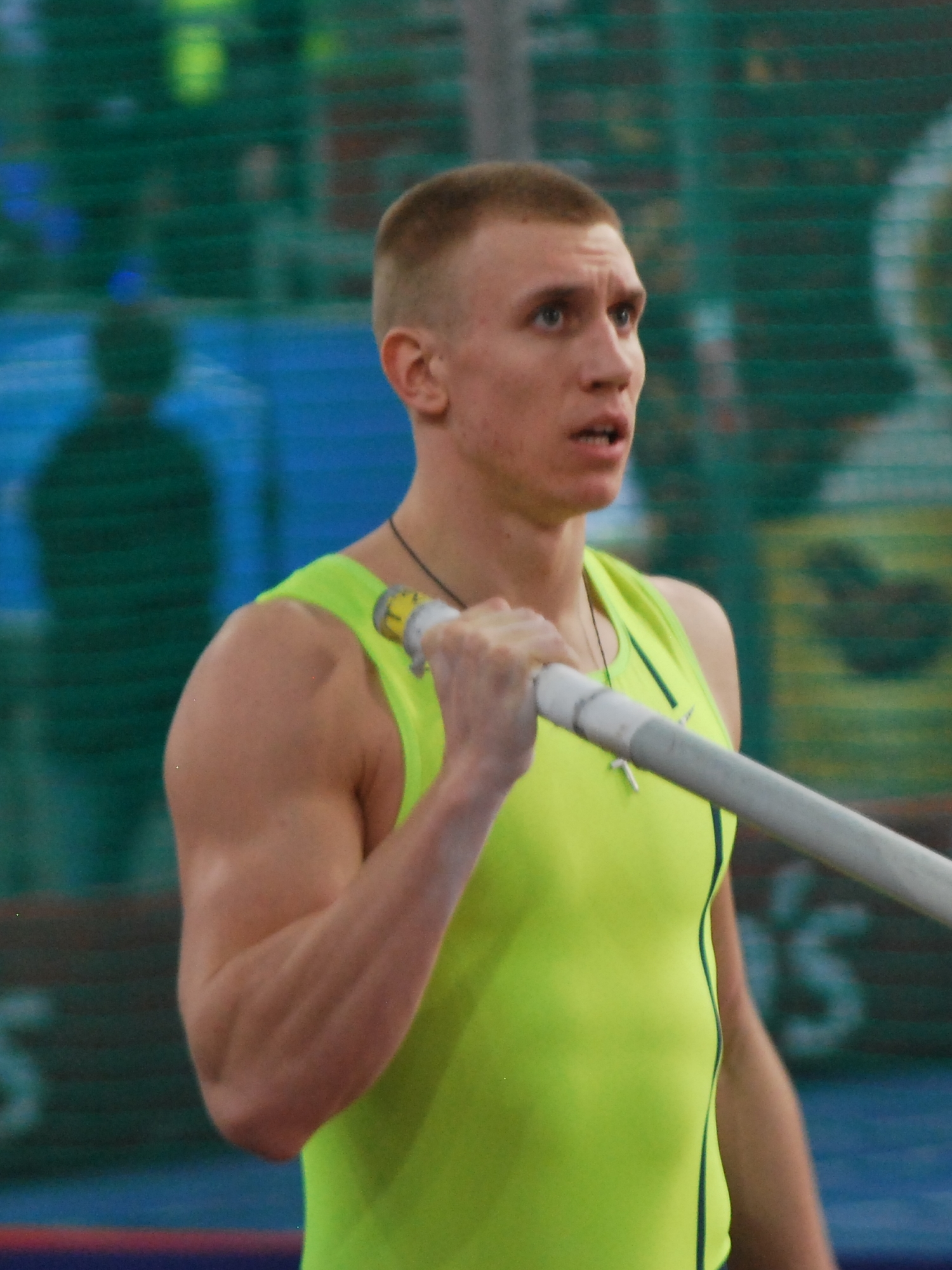
Trotz ausgezeichneter 5,90 m musste sich le Piotr Lisek mit Rang vier begnügen
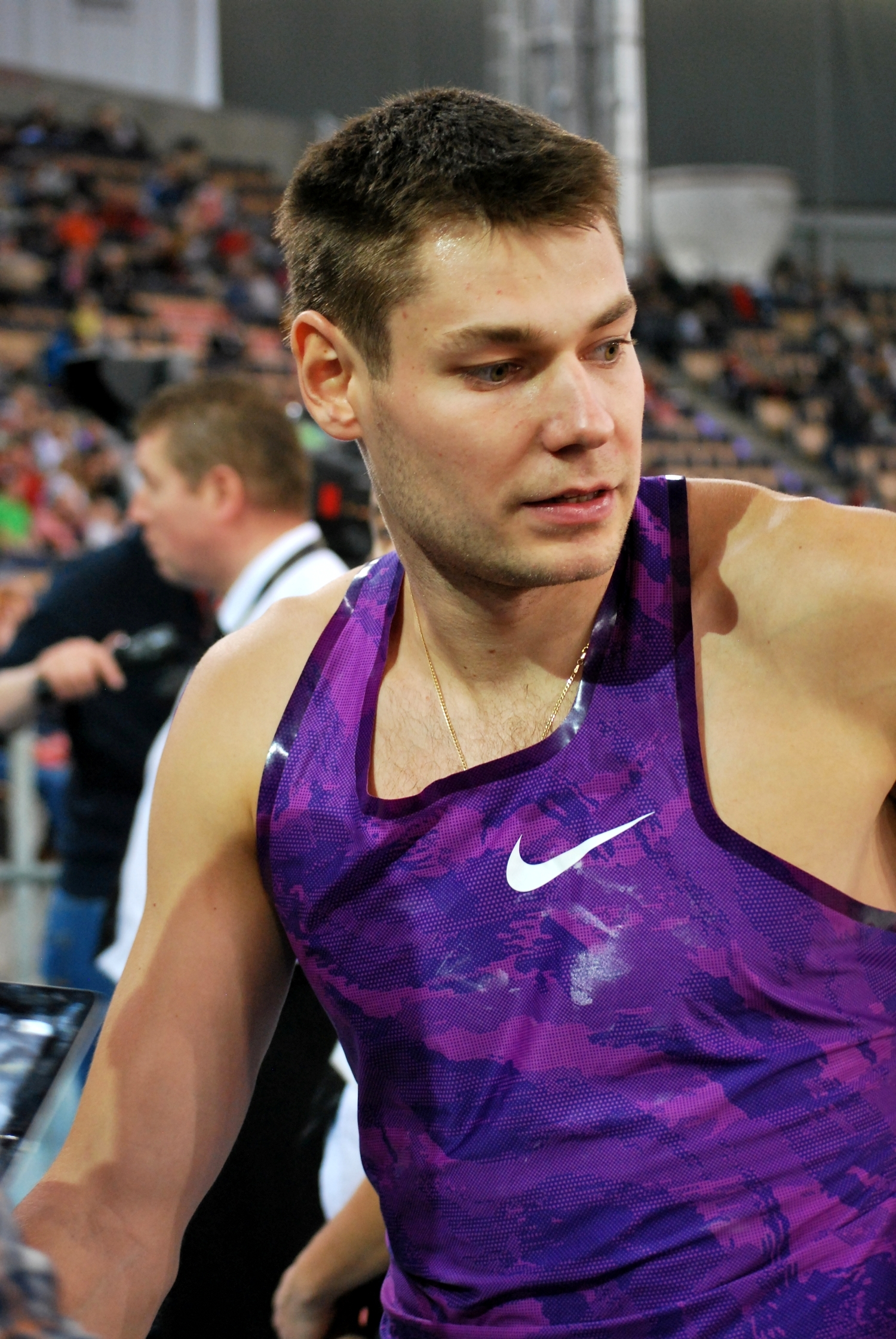
Rang fünf für Paweł Wojciechowski

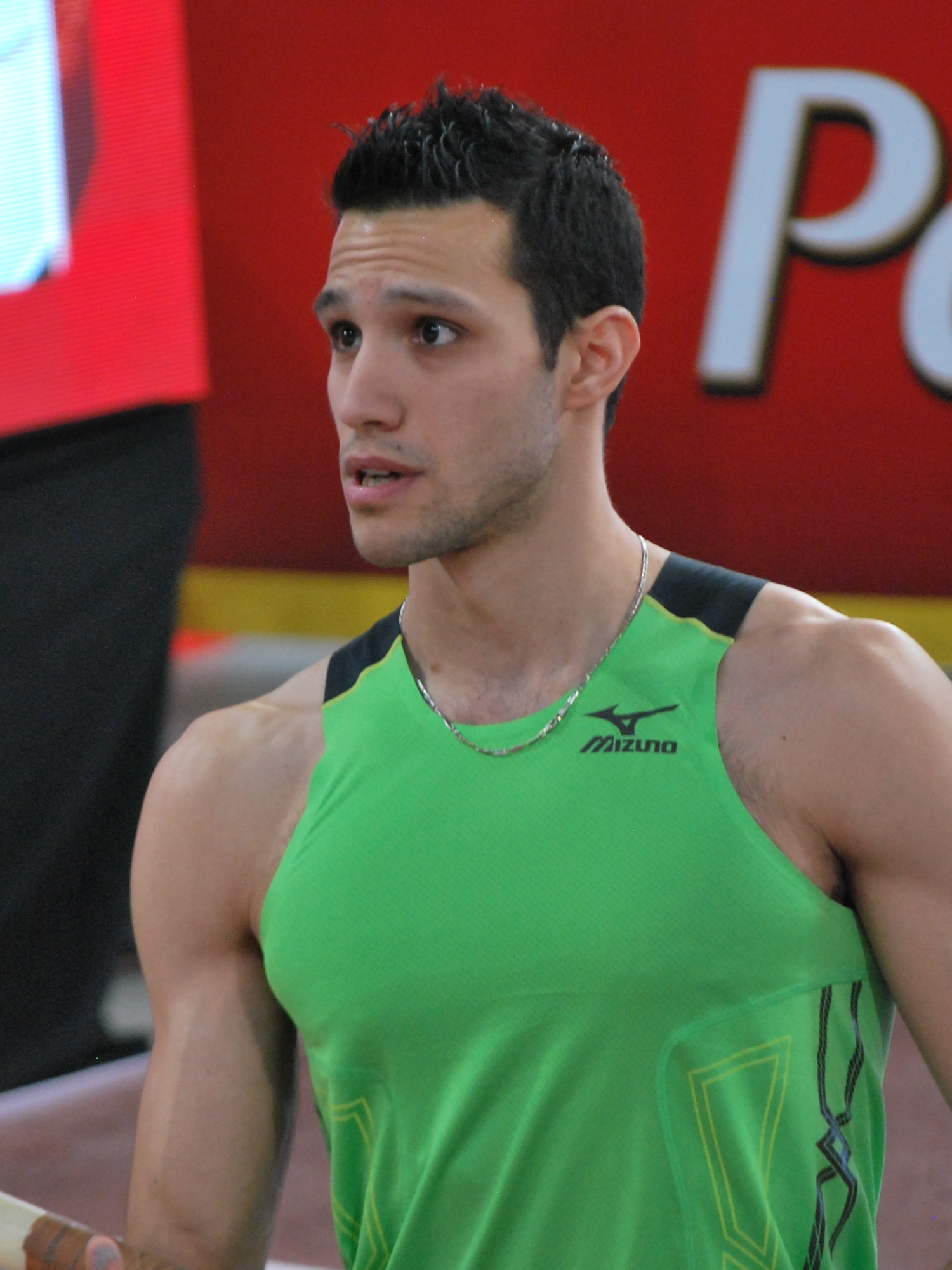
Konstandinos Filippidis belegte den sechsten Platz
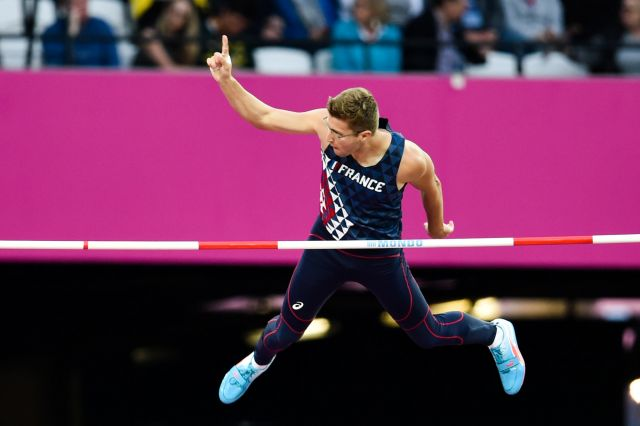
Axel Chapelle kam auf Rang acht
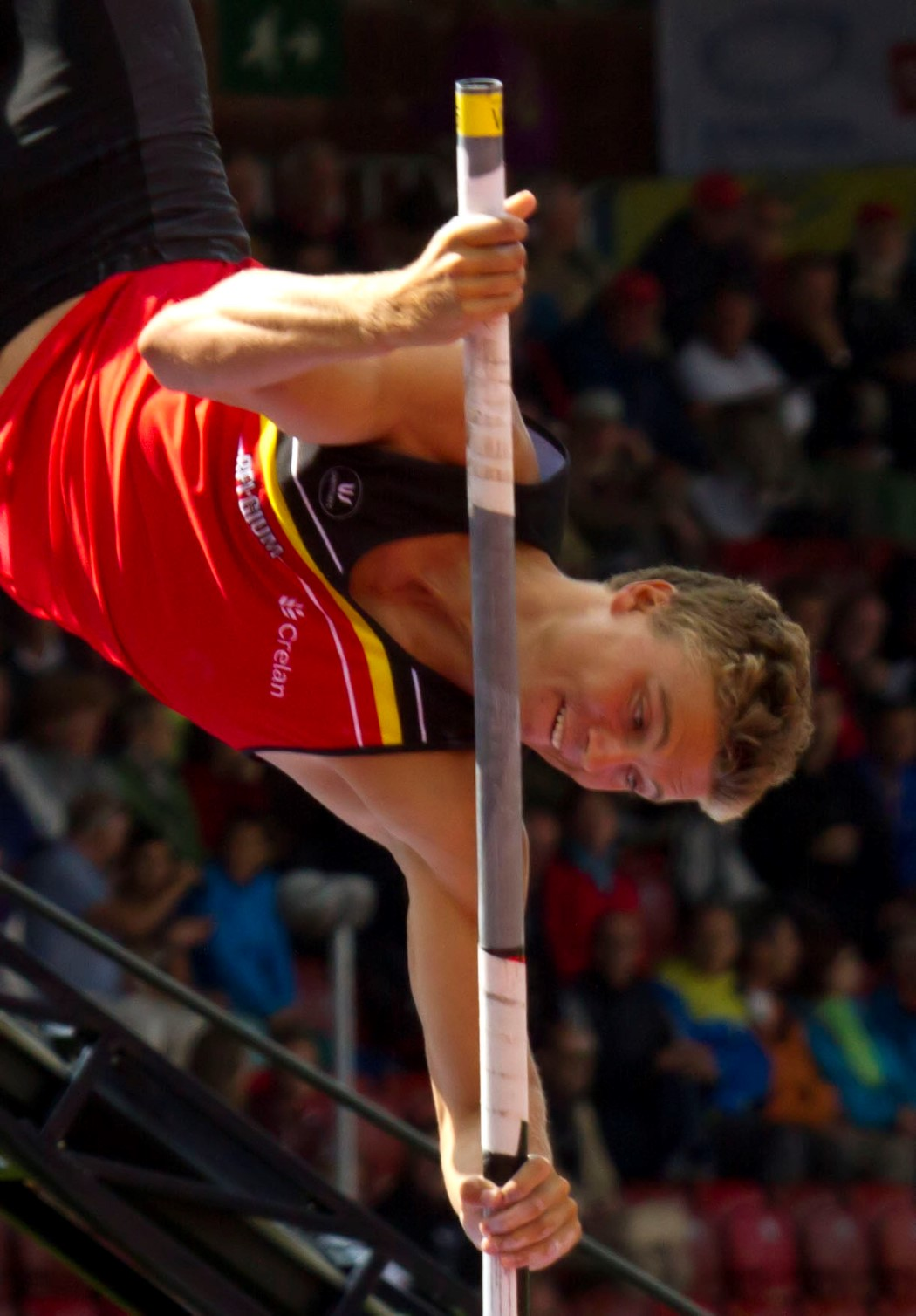
Arnaud Art erreichte Platz neun
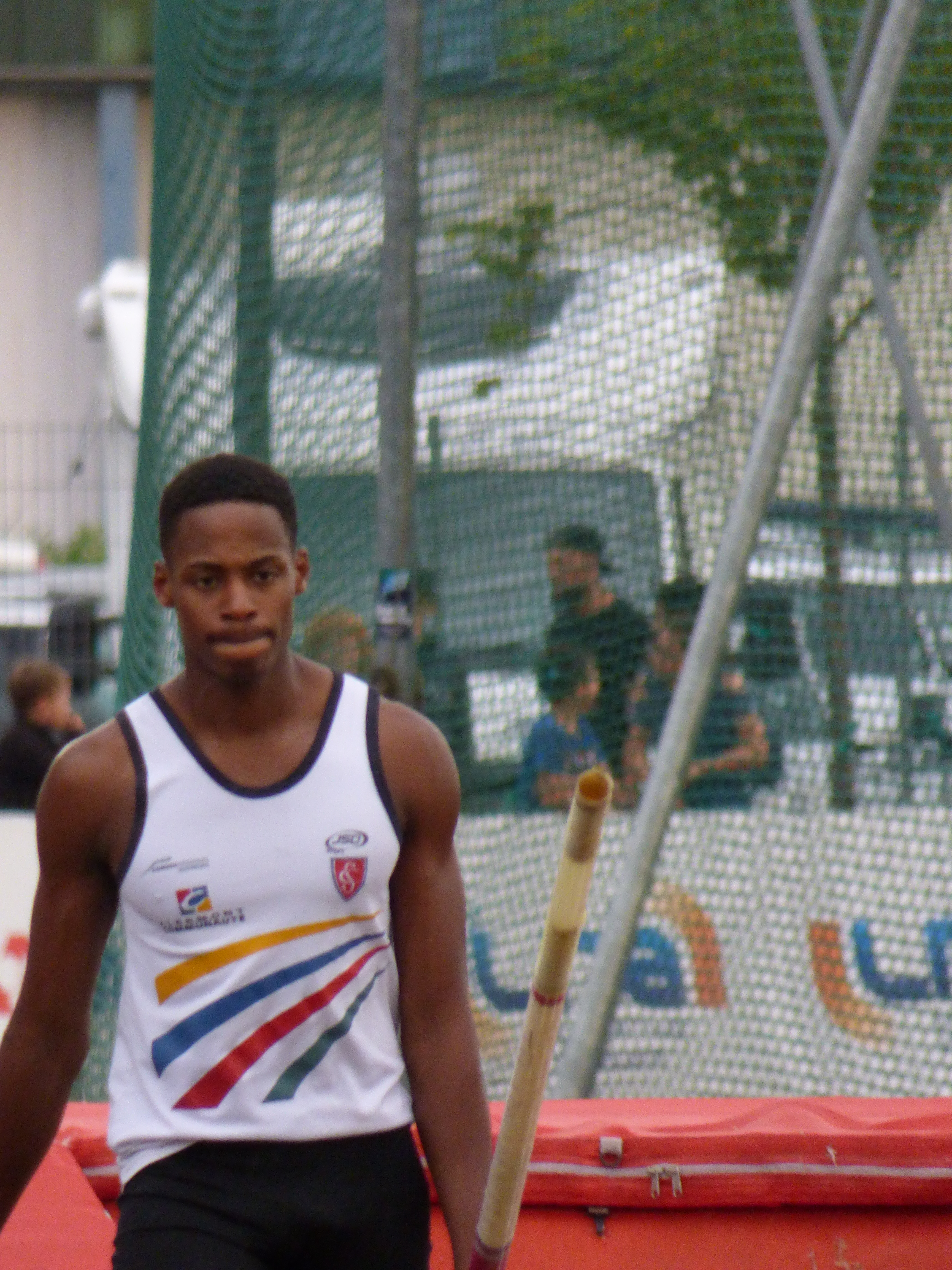
Alioune Sene wurde Zwölfter

## Video
- Duplantis siegt im Stabhochsprung-Wahnsinn, European Championships 2018, Sportschau, youtube.com, abgerufen am 27. März 2023